# 安娜·达博维奇
安娜·达博维奇（1989年8月18日—）生于前南斯拉夫采蒂涅，是一名塞尔维亚女子篮球运动员，场上位置是得分后卫。她的父亲是一名篮球教练，母亲是一名前手球选手，她的一个哥哥和两个姐姐也都从事篮球运动。其中一个姐姐米莉察曾和她共同征战2015年欧洲女子锦标赛和2016年里约奥运。2013年，她开始和塞尔维亚篮球联合会主席德拉甘·吉拉斯交往。两人曾在2014年分手过一次，之后两人一度复合，但最终于2017年5月再度分手。